# Jan Łach
Jan Łach (ur. 15 czerwca 1927 w Gorzkowie, zm. 31 sierpnia 2013 w Bochni) – polski duchowny rzymskokatolicki, profesor zwyczajny nauk teologicznych, biblista, rektor Akademii Teologii Katolickiej w latach 1990-1996.

## Życiorys
Pochodził z parafii Brzeźnica koło Bochni. Był synem Feliksa i Katarzyny z domu Bajda. Pierwszą klasę szkoły powszechnej rozpoczął w 1934 r. w Gorzkowie. Po czterech latach został zapisany do Szkoły Powszechnej im. Stanisława Jachowicza i przyjęty do klasy czwartej, którą ukończył tuż przed wybuchem wojny. Do piątej klasy szkoły powszechnej oraz następnych, do klasy siódmej włącznie, uczęszczał podczas wojny. Następnie zapisał się do Szkoły Handlowej, która istniała jeszcze tylko dwa lata. W 1945 r. rozpoczął naukę w Gimnazjum im. Kazimierza Wielkiego w Bochni. Po ukończeniu trzeciej klasy gimnazjalnej zapisał się do czwartej klasy Gimnazjum im. Kazimierza Brodzińskiego w Tarnowie i zamieszkał w tamtejszym Niższym Seminarium Duchownym. Po ukończeniu czwartej klasy uzyskał tzw. małą maturę, która uprawniała do przejścia do klas licealnych. W 1947 r. ukończył dwuletnie liceum i uzyskał maturę, po czym wstąpił do Wyższego Seminarium Duchownego w Tarnowie, a po ukończeniu studiów filozoficzno-teologicznych, otrzymał święcenia kapłańskie z rąk biskupa tarnowskiego Jana Stepy w dniu 4 maja 1952 roku. Jako wikariusz pracował w parafii Rzezawa. Na polecenie biskupa zapisał się na Wydział Teologiczny Uniwersytetu Jagiellońskiego celem kontynuowania studiów z zakresu biblistyki. Magisterium z tego zakresu uzyskał w 1952 r. na Uniwersytecie Jagiellońskim na podstawie pracy Zapowiedź Eucharystii w Ewangelii Janowej, rozdz. 6.
W 1953 rozpoczął studia na Katolickim Uniwersytecie Lubelskim na Wydziale Teologicznym o specjalności biblijnej. W 1955 roku napisał pracę licencjacką z zakresu teologii biblijnej, a dwa lata później obronił pracę doktorską. W latach 1958–1959 był wykładowcą przedmiotów biblijnych w Seminarium Duchownym Księży Orionistów w Zduńskiej Woli. W 1967 r. wyjechał na specjalistyczne studia do Rzymu. Rok później przystąpił do egzaminu przed Papieską Komisją Biblijną. Po powrocie do Polski objął stanowisko adiunkta przy Katedrze Teologii Biblijnej ATK w Warszawie, gdzie pracował w latach 1969-1972. W 1972 r. uzyskał stopień doktora habilitowanego, trzy lata później tytuł profesora nadzwyczajnego, a w 1987 r. profesora zwyczajnego. W latach 1980–1983 oraz 1986-1990 pełnił funkcję dziekana Wydziału Teologicznego ATK w Warszawie, a przez kolejne sześć lat rektora tej uczelni. Był także członkiem prezydium Federacji Uniwersytetów Katolickich Europy i konsultorem Sekcji Nauk Biblijnych przy Episkopacie Polski.
Dla Biblii Tysiąclecia przetłumaczył 1 i 2 Księgę Samuela. Do ksiąg tych przygotował także komentarz wydany w 1973 r. w serii komentarzy KUL. Ponadto uzupełnił i przygotował do druku przygotowany do tej samej serii przez Stanisława Łacha komentarz do Księgi Psalmów (wyd. 1990). Był także członkiem redakcji naukowej Biblii Paulistów, odpowiedzialnym za przekład Nowego Testamentu. Opublikował książki Jezus syn Dawida. Studium egzegetyczno-teologiczne (1973), Dłużnicy miłości. Egzegeza wybranych tekstów Pawłowych (1994), Błogosławiony, który przychodzi w imię Pańskie (1996), Panie, chcę pójść za Tobą... Łk 9,61 (1999), Dziecię się nam narodziło. W kręgu teologii Ewangelii dziecięctwa Jezusa (2001).
Ks. prof. Jan Łach otrzymał Nagrodę Ministra Edukacji Narodowej III stopnia za osiągnięcia naukowe (1973), Nagrodę Ministra Edukacji Narodowej II stopnia za osiągnięcia naukowe (1979), Nagrody Ministra Edukacji Narodowej w latach 1991, 1992 i 1995; Krzyż Kawalerski Orderu Odrodzenia Polski (1990), Krzyż Oficerski Orderu Odrodzenia Polski (1999); Medal Jubileuszowy Archidiecezji Warszawskiej (1999) oraz liczne nagrody rektorskie. W 1991 roku został obdarzony godnością Kapelana Jego Świątobliwości, a w 1995 roku otrzymał godność Prałata Honorowego Ojca Świętego. W 2012 r. został przez Prezydenta Bronisława Komorowskiego za wybitne zasługi w pracy naukowo-badawczej, za osiągnięcia w działalności dydaktycznej odznaczony Krzyżem Komandorskim Orderu Odrodzenia Polski, którym udekorowano go 8 lutego 2013 r..
Zmarł w 2013 r. i został pochowany na cmentarzu w Brzeźnicy.

## Publikacje
- Błogosławiony, który przychodzi w imię Pańskie
- Dziecię się nam narodziło: w kręgu teologii Ewangelii dziecięctwa Jezusa
- Dziejopisarstwo izraelskie: Księgi Jozuego, Sędziów, Samuela, Królów
- Dłużnicy miłości: egzegeza wybranych tekstów Pawłowych
- Grzech - odkupienie - miłość
- Jezus syn Dawida: (studium egzegetyczno-teologiczne)
- Księgi Samuela: wstęp, przekład z oryginału, komentarz, ekskursy
- Księgi historyczne Starego Testamentu
- Psalmy wstęp, przekł., komentarz. Poznań 1986